# Río (parroquia)
Río (llamada oficialmente San Xoán de Río) es una parroquia del municipio español de Río, en la provincia de Orense, Galicia.

## Toponimia
La parroquia también es conocida por el nombre de San Juan de Río.

## Organización territorial
La parroquia está formada por trece entidades de población:

### Entidades de población
Entidades de población que forman parte de la parroquia:
- A Alenza
- Abelaído
- A Pousa
- A Torrevella (A Torre Vella)
- Cerniza
- Domecelle
- Fondodevila (Fondo de Vila)
- Mouruás
- O Campo
- O Reboledo
- San Miguel
- Valdonedo

### Despoblado
Despoblado que forma parte de la parroquia:
- Puente Navea (A Ponte)(A Ponte Navea)

## Demografía
| Gráfica de evolución demográfica de Río entre 2000 y 2023 |
|                                                           |
| Datos según el nomenclátor publicado por el INE.          |